# Kleinhans Music Hall
La Kleinhans Music Hall, sede dell'Orchestra Filarmonica di Buffalo, fu costruita alla fine del 1930 ed aprì il 12 ottobre 1940. Si trova sulla Symphony Circle a Buffalo, New York. L'auditorio fu costruito come parte del testamento di Edward L. e Mary Seaton Kleinhans, proprietari del negozio di abbigliamento maschile Kleinhans. La coppia ha lasciato quasi 1 milione di dollari per la costruzione della sala da musica. L'edificio fu progettato da Eliel Saarinen con suo figlio, Eero Saarinen e "è stato riconosciuto come una delle più grandi sale da concerto mai costruite negli Stati Uniti". È stato dichiarato Monumento Storico Nazionale nel 1989.

## Storia
Nel 1934, quando si decise che doveva essere costruita una sala da musica, si dava per scontato che l'architetto Edward B. Green, tanto esperto e del posto, avrebbe ottenuto il lavoro. Nel 1935 Green presentò un disegno neoclassico che univa gli stili della Symphony Hall di Boston e della Severance Hall di Cleveland. Green aveva pianificato di disporre la sala collegata al Museo della Scienza. In seguito fu deciso che la sala sarebbe stata costruita presso il sito della casa di Truman Avery (da demolire) sul cerchio presso Richmond e Porter Avenue (conosciuto come Symphony Circle).

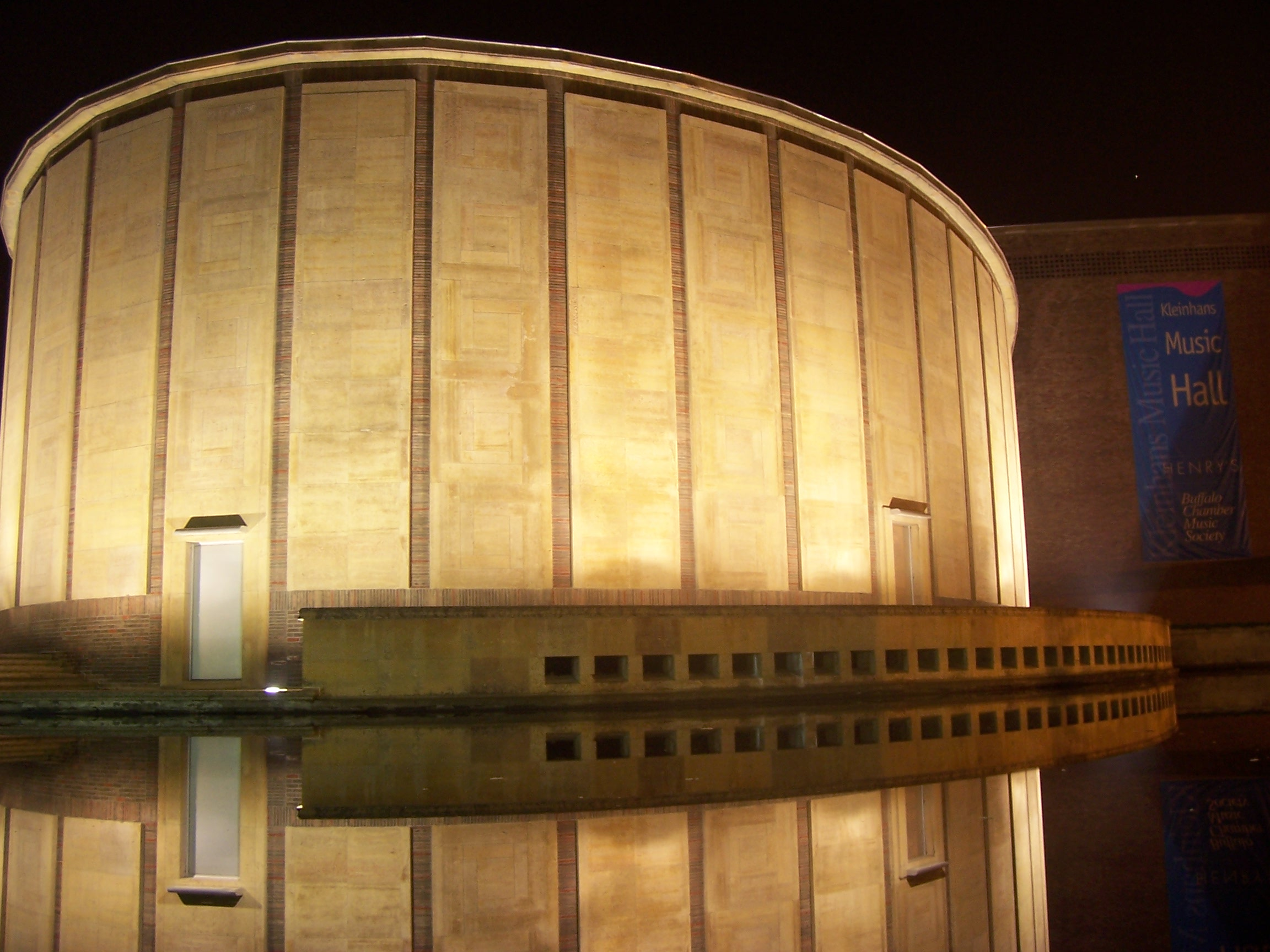
Kleinhans Music Hall at night

George F. Rand, il presidente della Fondazione Buffalo (esecutori dei Kleinhans), apprezzava il lavoro degli architetti locali e fratelli, F.J. e William Kidd. (I fratelli Kidd avevano progettato il Rand Building di Buffalo, costruito nel 1929 e situato a Lafayette Square). Nel mese di maggio 1938 i fratelli furono assunti come architetti per l'auditorio. Tuttavia i loro disegni furono criticati da Esther Link, alla quale erano stati mostrati i disegni dei Kidd dall'avvocato della Fondazione Buffalo, Edward P. Letchworth. Link, senza alcuna formazione in architettura formale, era un'insegnante di musica di scuola superiore che aveva viaggiato in Europa e avuto un forte background con architetti e artisti. Era un'ammiratrice dell'architetto Eliel Saarinen in particolare per il suo progetto del terminal ferroviario centrale di Helsinki. Nel mese di luglio 1938, su richiesta di Letchworth, Link scrisse una lettera dove spiegava la sua passione per l'opera di Saarinen e il futuro della Kleinhans music hall. La Fondazione Buffalo accettattò di offrire a Saarinen la posizione di consulente. Saarinen rifiutò. Letchworth non voleva scalzare Rand ed i fratelli Kidd. Nel settembre del 1938 Letchworth incontrò Saarinen e suo figlio Eero e lo Studio Kidd. Tutti furono d'accordo che Saarinen sarebbe stato "architetto progettista", mentre Kidd avrebbe supervisionato il progetto. Saarinen presentò rapidamente il suo progetto un mese più tardi.
Quattro mesi dopo che la città era stata scossa dalla rivolta di Buffalo, il 9 novembre del 1967, il Dr. Martin Luther King visitò il Kleinhan e in un discorso dal titolo "Il futuro dell'integrazione" davanti a circa 2.500 persone e sponsorizzato dalla Graduate Student Association presso l'Università di Buffalo, proclamò: "Ci stiamo muovendo verso il giorno in cui giudicheremo un uomo per il suo carattere e capacità, anziché per il colore della sua pelle."